# N,N′-Bis(trimethylsilyl)ureum
N,N′-Bis(trimethylsilyl)ureum (BSU) is een ureum-derivaat waarbij in beide NH2-groepen een waterstof-atoom vervangen is door een trimethylsilylgroep. BSU heeft als silyleringsreagens voor alcoholen en carbonzuren het voordeel dat er geen basische of zure katalysator nodig is. Bovendien is het nevenproduct, ureum, zeer slecht oplosbaar in organische oplosmiddelen als dichloormethaan. Het is daardoor makkelijk met behulp van filtratie uit het reactiemengsel te verwijderen.

## Synthese
De synthese van BSU is voor het eerst beschreven in 1963 door de werkgroep rond Ulrich Wannagat.
Bij het verwarmen van ureum in een overmaat hexamethyldisilazaan wordt BSU in een ruwe opbrengst van 98 % gevormd. Helaas is het product verontreinigd met sporen trimethylsilylisocyanaat {\displaystyle {\ce {( \ (CH3)3Si-N=C=O \ )}}} en hexamethyldisiloxaan {\displaystyle {\ce {( \ ((CH3)3Si)2O \ )}}}. Zelfs na sublimeren is het op deze wijze verkregen BSU niet echt bruikbaar als silyleringsreagens.
De reactie van ureum met hexamethyldisilazaan in aanwezigheid van (vluchtige) zure katalysatoren, bijvoorbeeld ammoniumchloride, azijnzuur of waterstofchloride geeft ook op industriële schaal zuivere stof in 98 % opbrengst met een  silylerings-aktiviteit van practisch 100  %.

## Eigenschappen
N,N′-Bis(trimethylsilyl)ureum is een kleurloze, kristallijne vaste stof die goed oplosbaar is in een groot aantal organische oplosmiddelen. In en met water (vocht in de lucht) reageert het onder vorming van ureum en hexamethyldisiloxaan. De stof moet daarom bewaard worden met uitsluiting  van vocht en in een inerte atmosfeer. De sterk wisselende smeltpunten die voor de stof gevonden worden zijn terug te voeren op verontreinigingen, wat zich ook uit in slechte silyleringsresultaten. Vacuumsublimatie van verontreinigd BSU levert tegen grote inspanning slechts een iets zuiverder product op.

## Toepassingen
De sylilering is een evenwichtsreactie waarbij een waterstof-atoom aan een heteroatoom vervangen wordt door een trimethylsilylgroep:
{\displaystyle {\ce {(CH3)3Si-Y\ +\ R-X-H\ ->\ R-X-Si(CH3)3\ +\ H-Y}}}
Het feit dat dit een evenwichtsreactie is, betekent dat alleen goede opbrengsten verkregen worden als een van de producten uit het reactiemengsel verwijderd wordt. In het geval van BSU is dit ureum. De slechte oplosbaarheid van ureum in veel gebruikte oplosiddelen voor deze reactie laat die stof neerslaan waardoor de reactie aflopend wordt. alcoholen, fenolen en carbonzutren laten zich daarom met BSU goed (opbrengsten boven de 90%) silyleren.
Een bijzonder geval van silyering word gevormd door de reactie van BSU met ureum-waterstofperoxide, een goed hanteerbare vaste vorm van waterstofperoxide, tot bis(trimethylsilyl)peroxide:
De reactie verloopt in dichloormethaan waarin het bijproduct (twee maal ureum) neerslaat. He vloeibare product wordt in een opbrengst van 86% na destilatie geïsoleerd.
Polair aprotisch oplosmiddelen zoals Acetonitril, DMF of Pyridine, waarin ook polyhydroxyverbindingen zoals glucose en glycosides (methyl-α-D-glucopyranoside) oplosbaar zijn, zijn belangrijk in de silyleringsreactie, evenals de aanwezigheid van een kleine hoeveelheid tetra-n-butylammoniumfluoride (TBAF), een desilyleringsreagens, dat als initiator werkt.
Om de reactiviteit van silyleringsreagentia te verhogen worden ook vaak combinaties van reagentia ingezet, bij voorbeeld hexamethyldisilazaan + trimethylchloorsilaan. Als alternatief voor combinaties kunnen ook hoog-reactieve silylreagentia ingezet worden: trimethylsilyltriflaat {\displaystyle {\ce {( \ (CH3)3SiOS(O2)CF3 \ )}}} of trimethylsilylfluorsulfonaat {\displaystyle {\ce {( \ (CH3)3SiOS(O2)F \ )}}} worden ingezet. Deze krachtige silyleringsmiddelen hoeven niet als zodanig aan het reactiemengsel te worden toegevoegd: een katalytische hoeveelheid van het superzuur trifluormethaansulfonzuur of fluorsulfonzuur volstaat naast BSU als leverancier van de silylgroepen waarbij het triflaat of fluorsulfonaat in situ gevormd worden:
Met deze methode worden hoge opbrengsten gerealiseerd met het veel gunstiger geprijsde BSU dan met (duur) zuiver trimethylsilyltriflaat of fluorsulfonaat. Met het in situ gevormde {\displaystyle {\ce {(CH3)3SiOS(O)2F}}} worden vrijwel kwantitatieve opbrengsten verkregen bij de reductie van benzaldehydedimethylacetaal met tri-ethylsilaan:
De acetaalvorming van 4-methylcyclohexanon met 1,2-Bis(trimethylsilyloxy)ethaan (de gesilyleerde vorm van glycol) verloopt ook eenvoudig onder invloed van BSU:
Primaire amines geven met BSU de overeenkomstige N-trimethylsilylamines, die met Styreenoxide in goede opbrengsten (64–84 %) om te zetten zijn in 1-fenylethanolaminen.
De wat gewicht betreft belangrijkste toepassing van N,N′-Bis(trimethylsilyl)ureum lag in het verleden in de omzetting van penicilline G in cefalosporine G waarbij de 5-ring in de uitgangsstof omgezet wordt in een 6-ring.
|               |                                                                                          |
| Penicilline G | Cephalosporine G. R1 = {\displaystyle {\ce {C6H5CH2}}}, R2 = {\displaystyle {\ce {CH3}}} |

Hoewel de eerste twee reacties van deze meerstaps-omzetting industrieel geoptimaliseerd konden worden tot respectievelijk 92,4% en 94% bij een zuiverheid na twee stappen van 98%, hebben efficiëntere en vooral milieuvriendelijkere enzymatische reacties deze toepassing van BSU vooral van historisch belang gemaakt.